# Sunchang
Der Landkreis Sunchang (kor.: 순창군, Sunchang-gun) liegt in der Provinz Jeollabuk-do. Der Verwaltungssitz ist in der Stadt Sunchang-eup.

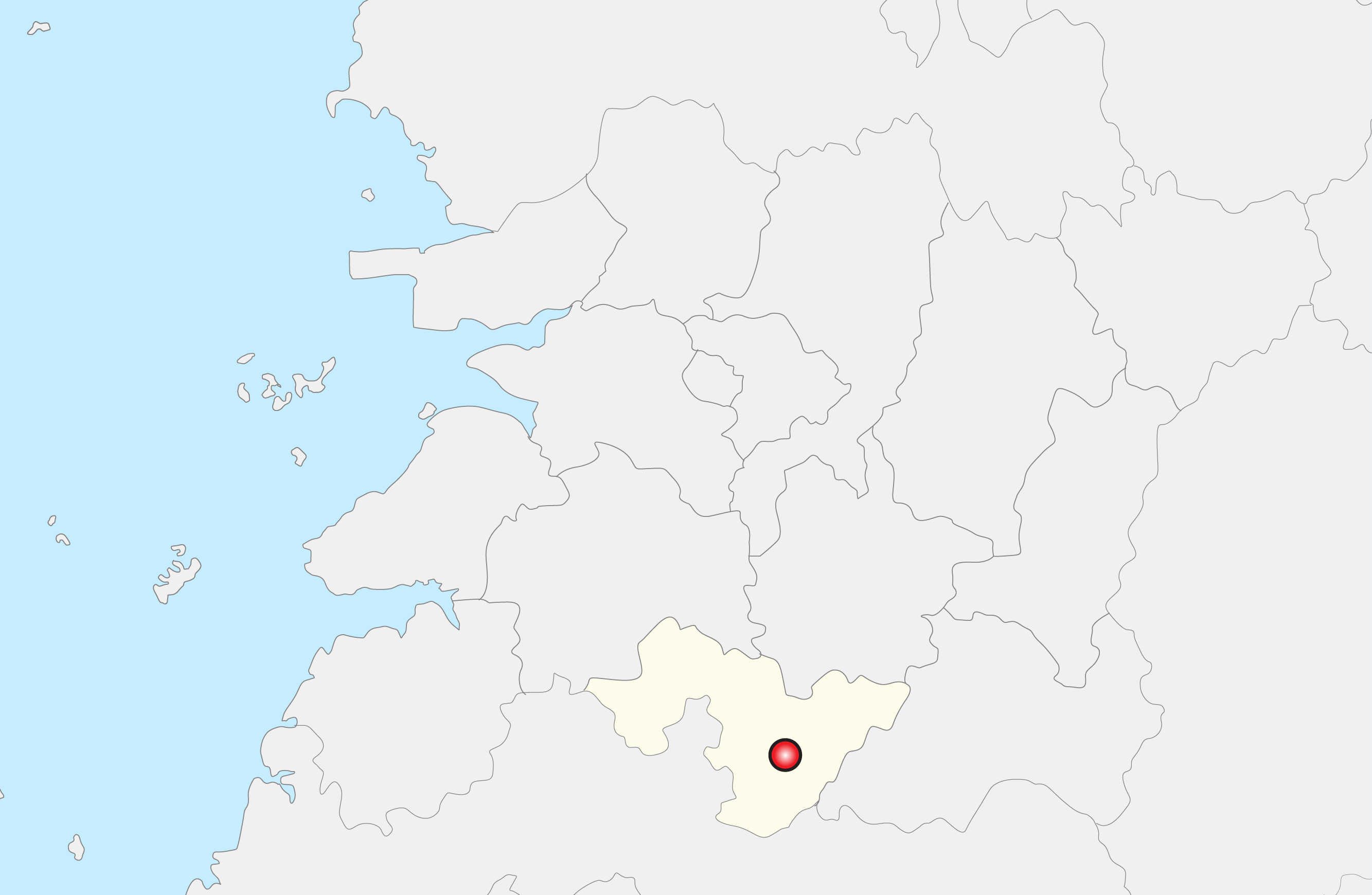
Lage des Landkreises in der Provinz Jeollabuk-do

Im Landkreis liegt der Gangcheonsan Park mit dem 583 m hohen Berg Gangcheonsan und dem im Jahre 887 durch den Mönch Doseonguksa gebaute Tempel Gangcheonsa. In der Nähe des Berges Hoemunsan (837 m) steht der Tempel Manilsa.